# Рустемов, Таштемир
Таштемир Рустемов (1906—1943) — красноармеец Рабоче-крестьянской Красной Армии, участник Великой Отечественной войны, Герой Советского Союза (1944).

## Биография

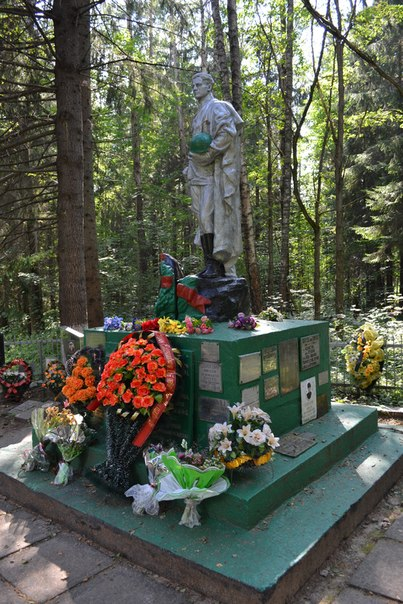
Братская могила, где похоронен Рустемов. Общий вид

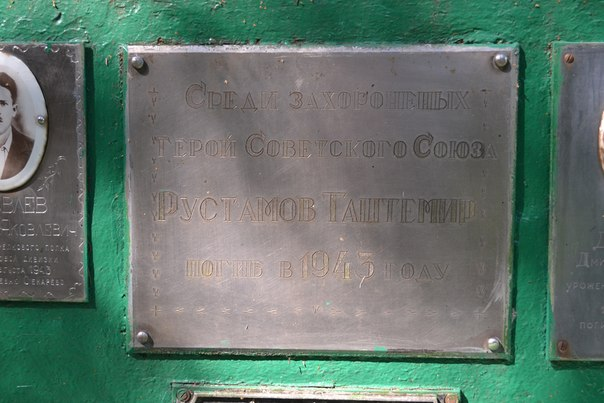
Табличка на братской могиле

Таштемир Рустемов родился в 1906 году в селе Арысь (ныне — Карабулак Сайрамского района Южно-Казахстанской области Казахстана). По национальности узбек. После окончания начальной школы работал в колхозе. В апреле 1942 года Рустемов был призван на службу в Рабоче-крестьянскую Красную Армию и направлен на фронт Великой Отечественной войны. К августу 1943 года красноармеец Таштемир Рустемов был стрелком 1083-го стрелкового полка 312-й стрелковой дивизии 5-й армии Западного фронта. Отличился во время освобождения Смоленской области.
12 августа 1943 года во время боя за деревню Борисовка Дорогобужского района Рустемов одним из первых преодолел вражеские проволочные заграждения и ворвался в немецкую траншею, лично уничтожив 14 солдат и 1 офицера. Когда во время дальнейшего наступления его подразделение оказалось прижатым к земле пулемётным огнём из дзота, Рустемов добровольно вызвался уничтожить его. По пути он уничтожил 5 немецких солдат, пытавшихся ему помешать, но и сам получил тяжёлое ранение. Закрыв своим телом амбразуру дзота, ценой своей жизни Рустемов обеспечил успешное наступление своего подразделения.
Первоначально был похоронен на месте гибели, но впоследствии перезахоронен в братской могиле в деревне Алексино Дорогобужского района.
Указом Президиума Верховного Совета СССР от 3 июня 1944 года за «образцовое выполнение боевых заданий командования на фронте борьбы с немецкими захватчиками и проявленные при этом мужество и героизм» красноармеец Таштемир Рустемов посмертно был удостоен высокого звания Героя Советского Союза. Также посмертно был награждён орденом Ленина.

## Память
В честь Рустемова были названы школы в Ташкенте и Аксукенте.
А также улица и переулок в Дорогобуже